# Crouttes
Crouttes ist eine französische Gemeinde mit 304 Einwohnern (Stand: 1. Januar 2022) im Département Orne in der Region Normandie. Sie gehört zum Arrondissement Mortagne-au-Perche und zum Kanton Vimoutiers.

## Lage
Nachbargemeinden sind Livarot-Pays-d’Auge im Nordwesten, Val-de-Vie im Norden und Nordosten, Vimoutiers im Osten, Camembert im Südosten, Les Champeaux im Süden, Saint-Gervais-des-Sablons im Südwesten und Le Renouard im Westen. An der nordwestlichen Gemeindegrenze verläuft das Flüsschen Monne, in das hier der Zufluss Ruisseau de la Redoutière einmündet.

## Bevölkerungsentwicklung
| Jahr      | 1962 | 1968 | 1975 | 1982 | 1990 | 1999 | 2008 | 2015 |
| --------- | ---- | ---- | ---- | ---- | ---- | ---- | ---- | ---- |
| Einwohner | 301  | 328  | 217  | 201  | 216  | 257  | 301  | 315  |

## Sehenswürdigkeiten
- Priorat Saint-Michel, Monument historique seit 1989
- Kirche Saint-Michel

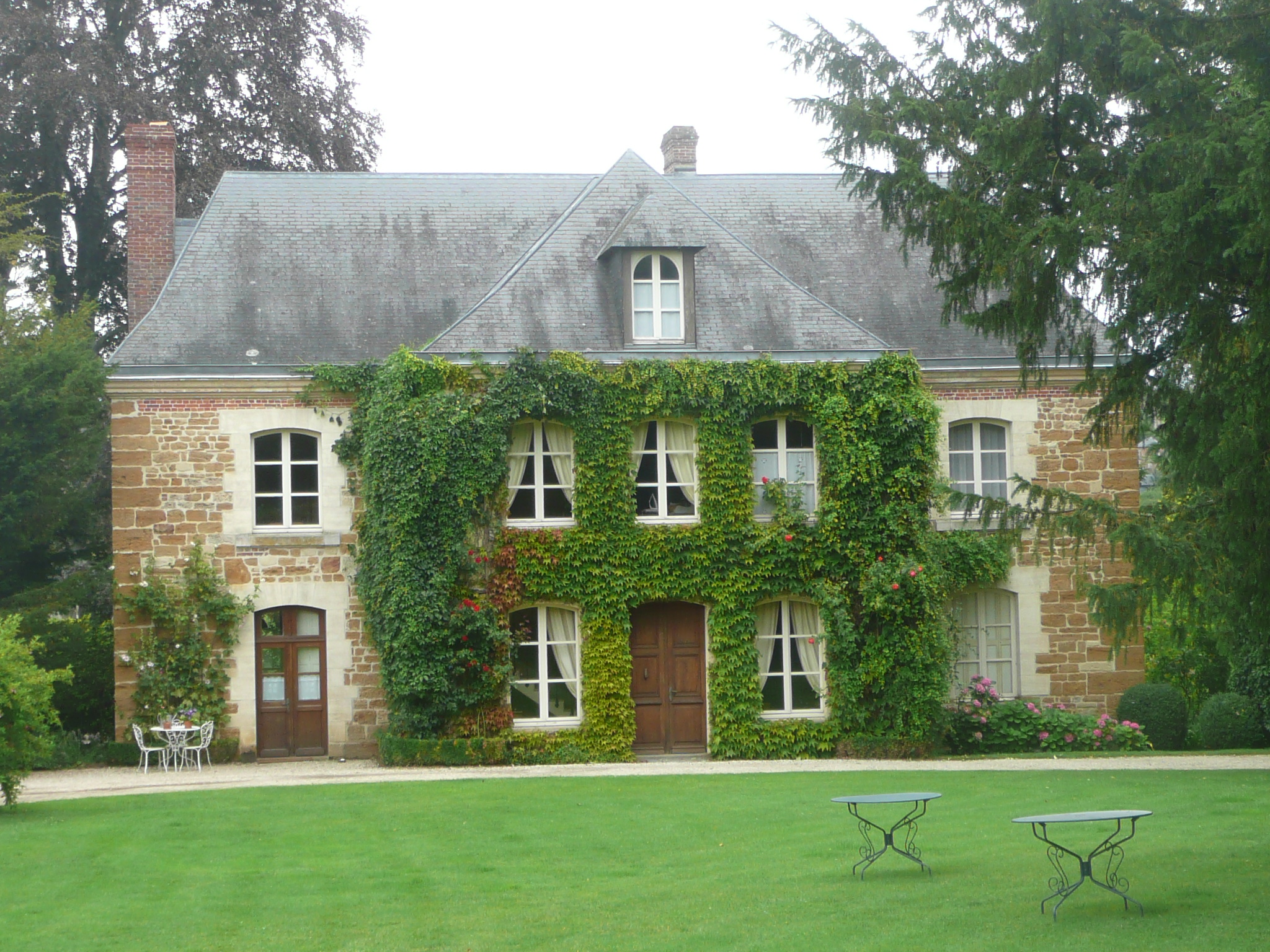
Priorat Saint-Michel
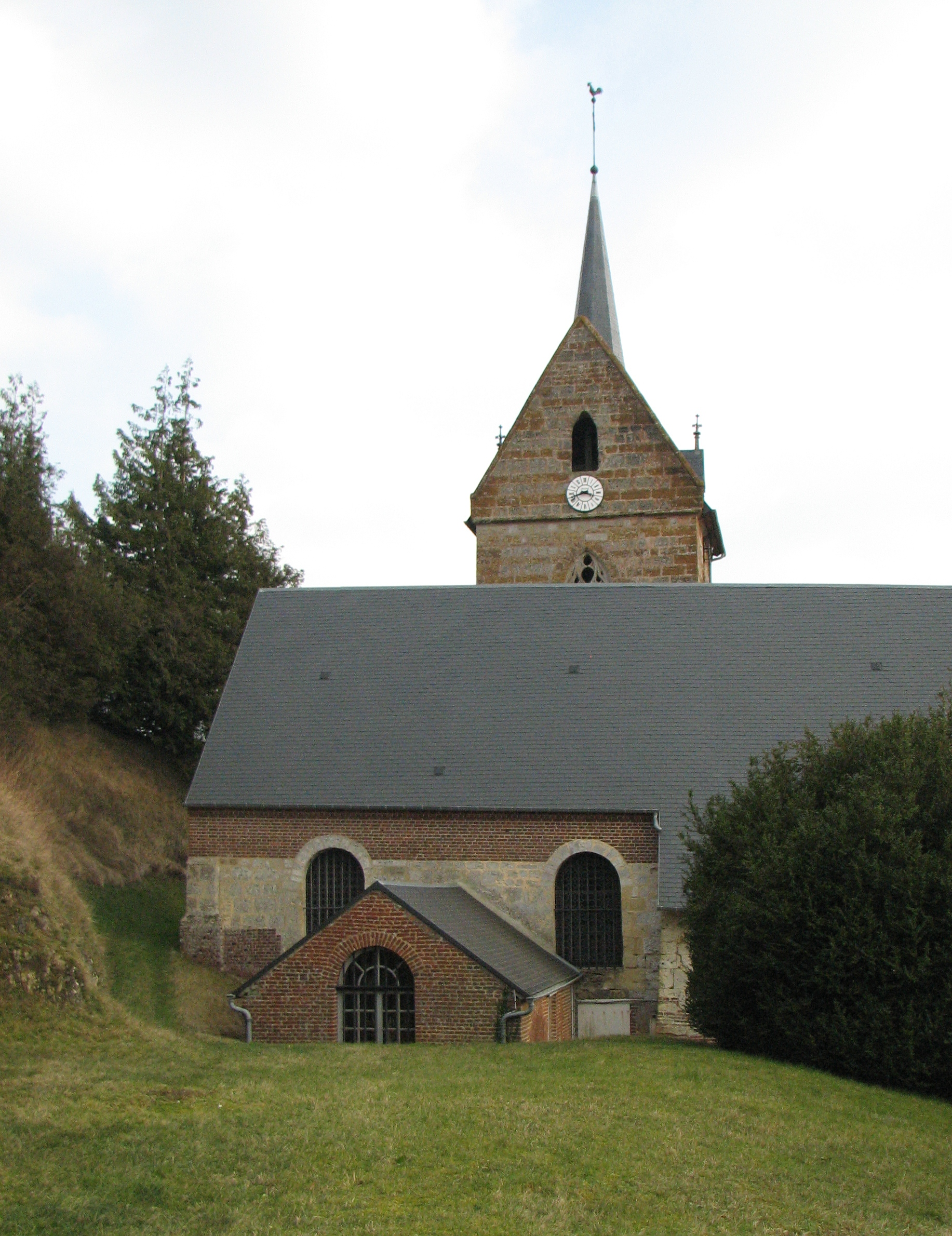
Kirche Saint-Michel